# Agriotini
Tribu
Taxons de rang inférieur
- Agriotina
- Cardiorhinina

Les Agriotini forment une tribu d'insectes coléoptères de la famille des Elateridae et de la sous-famille des Elaterinae.

## Liste des sous-tribus et genres
Selon BioLib (2 juin 2019) :
- sous-tribu Agriotina Laporte, 1840
  - Agriotes Eschscholtz, 1829
  - Dalopius Eschscholtz, 1829
  - Ectinus Eschscholtz, 1829
- sous-tribu Cardiorhinina Candeze, 1863
  - Cardiorhinus Eschscholtz, 1829
- genres non classés :
  - Agriotella Brown, 1933
  - Campylomorphus Jacquelin du Val, 1860